# Yaginumanis cheni
Yaginumanis cheni là một loài nhện trong họ Salticidae.
Loài này thuộc chi Yaginumanis. Yaginumanis cheni được Peng & Li miêu tả năm 2002.